# Anat

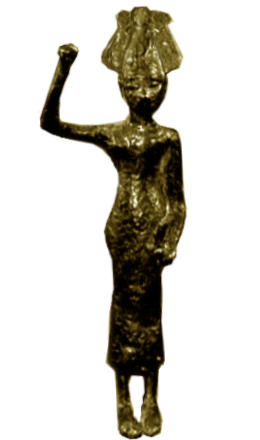
Bronzová figurka Anat s korunou atef a zdviženou rukou, v níž snad původně držela sekeru či kyj, cca 1400–1200 př. n. l., Sýrie

Anat (ugaritsky ´anatu), též Anát, starořecky Anath, egyptsky Anit, je kanaánská, respektive západosemitská bohyně války a lovu, označovaná jako batultu „panna“. Často je uváděna též jako bohyně lásky a plodnosti, ale taková funkce z dobových textů přímo nevyplývá. Byla považována za sestru a pomocnici Baala, ale také byla spojována s bohem moru a smrti Rešefem. Podle jednoho mýtu když byl Baal zabit Mótem vydala se hledat Baala do podsvětí, oživila ho a sama Móta porazila. V období helénismu splynula s bohyní Aštarté do bohyně zvané Atargatis.
Anat byla také převzata do egyptského náboženství, především v během nadvlády Hyksósů (cca 1700 př. n. l.), a zvláštní úctu jí projevoval Ramesse II. (1279–1213 př. n. l.), jenž po ní pojmenoval svoji dceru Bin-Anat („dcera Anat“). Byla ji zasvěcena svatyně v Džanetu a byla označena za dceru Reovu. Často byla spojována s Hathor, přičemž byla zobrazována s podobným účesem, obecně byla zobrazována jako nahá dívka, s účesem, často stojící na lvu a držící květiny, byla uznávána pro svou mladickou energii a divokost v bitvě a spojována s bohem. Na egyptské stéle z Ras Šamra je označována jako „královna nebes“ a „paní všech bohů“.